# 2020 în Eritreea
Această pagină prezintă cele mai importante evenimente care au avut loc în 2020 în Eritreea. 

## Cronologie
Noiembrie
- 15 noiembrie - Conflictul din Tigrai se răspândește în Eritrea.[1]